# Reino de Chi
Chi (em chinês: 齊; romaniz.: Qí (pinyin) ou Ch'i (Wade-Giles)) foi um poderoso estado da antiga China, existente durante os períodos Zhou Ocidental, das Primaveras e Outonos e dos Estados Combatentes. A sua capital era Linzi, parte integrante da atual cidade de Zibo, localizada na província de Shandong.
O estado de Chi foi fundado a cerca de 1046 a.C., como um dos estados-vassalos da dinastia Zhou em seu início de formação. O primeiro governador de Chi foi Jiang Ziya, um dos mais poderosos oficiais naquele tempo. A família Jiang governou Chi durante vários séculos, até que em 386 a.C. acabou sendo substituída pela família Tian. No ano de 221 a.C., Chi foi o último estado da China pré-imperial a ser conquistado pelo Reino de Chim, o último obstáculo que permitiu à dinastia Chim consolidar o primeiro império centralizado em solo chinês.